# Deodorante

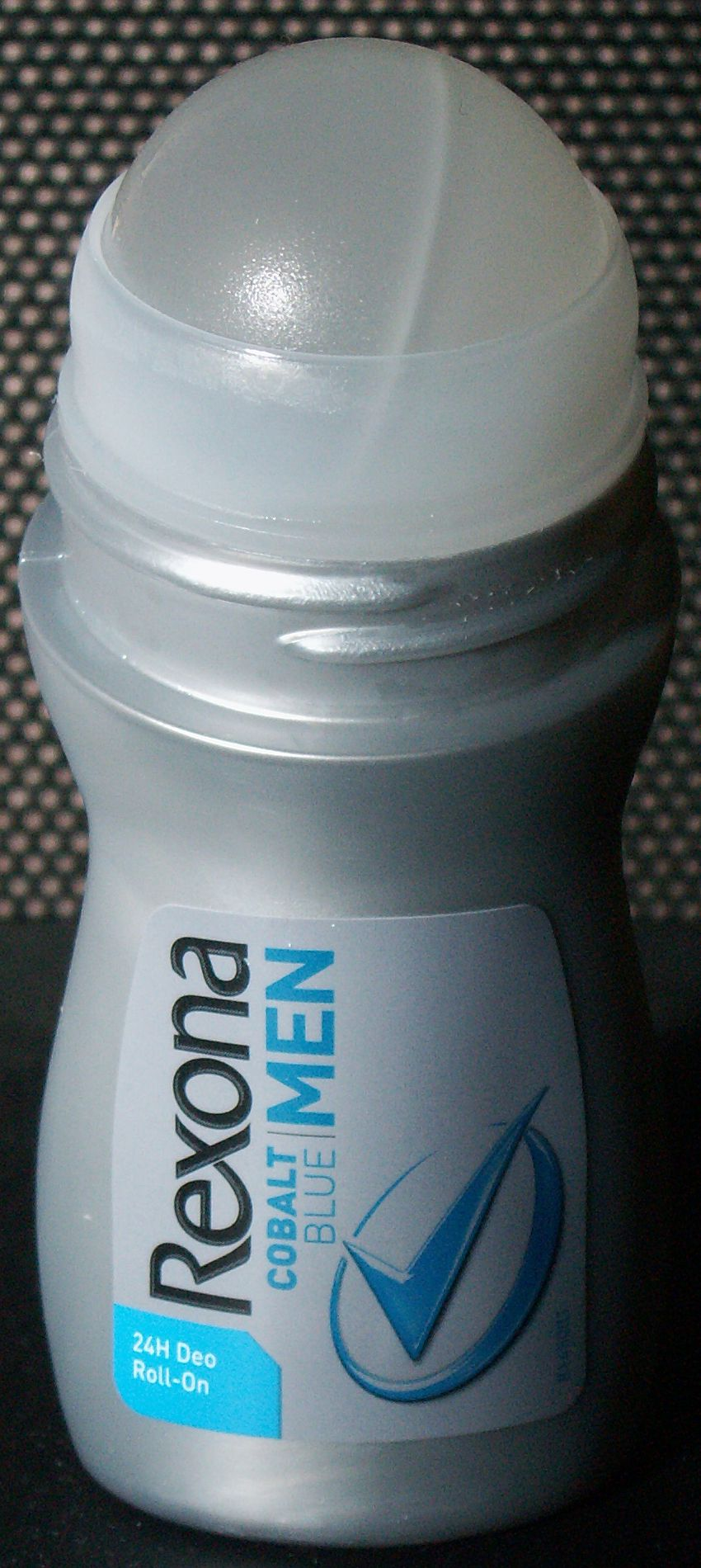
Deodorante a sfera, inventato alla fine degli anni quaranta, ispirandosi alla penna a sfera.

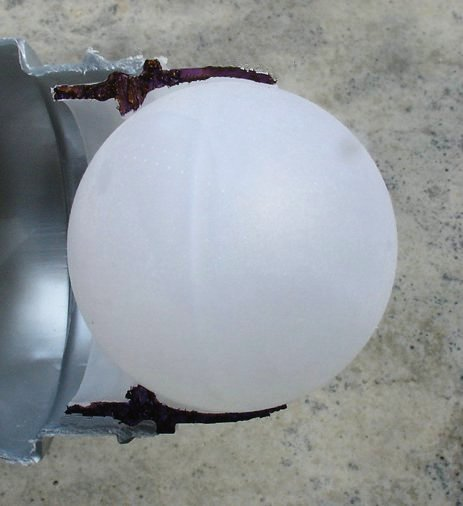
Il meccanismo di funzionamento della sfera è illustrato da questa sezione della confezione mostrata nell'immagine precedente.

Un deodorante è una preparazione cosmetica che ha lo scopo di evitare la formazione di sgradevoli odori corporei. Viene applicato normalmente all'ascella, ma ce ne sono alcuni applicabili anche ai piedi e sul collo.
Il sudore umano è all'origine inodore, ma rappresenta un ottimo luogo per la propagazione di batteri, che si rendono responsabili del cosiddetto odore di sudore. Tale odore è considerato negativamente in molte culture, di conseguenza, comune è l'uso di deodoranti che, associati ad una regolare igiene corporea, permettono di limitare l'impatto sociale del problema.

## Composizione dell'odore corporeo
L'odore corporeo è influenzato da fattori genetici, dall'età, da quello che si mangia, da fattori ambientali, dallo stress e dall'azione della flora cutanea su lipidi cutanei e sul sudore.
Alcuni acidi grassi volatili e maleodoranti sono prodotti dalla azione enzimatica dei batteri sugli acidi grassi a catena lunga naturalmente presenti tra i lipidi cutanei. 
I principali componenti rilevabili sono:
- acido formico,
- acido propionico, con un odore leggermente rancido e acetoso, sviluppato prevalentemente da Propionibacterium acnes è una delle componenti dominanti nell'odore di piedi,
- acido butirrico, più precisamente nella sua forma ramificata , isobutirrico, è una delle componenti dominanti nell'odore di piedi,
- acido valerico, più precisamente nella sua forma ramificata , isovalerico (acido 3-methyl butanoico), con un odore di formaggio, sviluppato prevalentemente dallo Staphylococcus epidermidis, è una delle componenti dominanti nell'odore di piedi,
- acido caproico,
- acido caprilico,
- acido E-3-methyl-2-hexenoico e acido 3-hydroxy-3-methyl-hexanoico, componenti dominanti dell'odore ascellare, specialmente maschile, sviluppati prevalentemente da Corynebacterium

A questi si aggiungono con le note odorose di cipolla, urina di gatto, solfuri, componenti volatili ricavate da precursori ricchi di cisteina.
- dimethylsulfone
- sulfanyl alkanoli, tra cui 3-sulfanylhexan-1-ol, 2-methyl-3-sulfanylbutan-1-ol, 3-methyl-3-sulfanylhexan-1-ol

e derivati da steroidi come androstenoni o androsteroli:
- 5α-androst-16-en-3-one
- 5α-androst-16-en-3α-ol

## Composizione e meccanismo di azione del deodorante
I meccanismi di azione dei deodoranti sono vari.
- Coprente - Mascherante

Con profumi e agenti mascheranti che coprono o confondono gli odori prodotti dalle principali costituenti del cattivo odore. Le fragranze, anche a lento rilascio o incapsulate in ciclodestrine con rilascio controllato dalla sudorazione, possono mascherare anche per molte ore l'odore corporeo. Alcune sostanze volatili causa del cattivo odore sono a pH acido e possono anche essere neutralizzate con agenti tampone. Questo potrebbe essere uno dei meccanismi d'azione deodorante del bicarbonato di sodio.
- Antimicrobico

Con ingredienti inibenti la crescita della flora batterica cutanea. L'azione antimicrobica si esplica sia a bassa concentrazione attraverso ingredienti classificati nella cosmesi come conservanti, sia attraverso agenti antimicrobici come l'alcol etilico, sali o ossidi metallici, composti chelanti. L'azione antimicrobica si può sviluppare anche con deodoranti con pH fuori dal campo entro cui può svilupparsi la normale flora cutanea.
- Antitraspirante

Con ingredienti che diminuiscono la sudorazione, in particolare sali inorganici di alluminio come il cloridrato di alluminio, l'alluminio sesquicloridrato, l'allume di rocca o di potassio e sali di zirconio. L'azione antitraspirante, riducendo a monte una delle cause del cattivo odore, ha assunto un ruolo determinante al punto che nella cosmesi gli antitraspiranti possono essere considerati una categoria autonoma di prodotto rispetto ai deodoranti.

## Storia
L'idea di prevenire odori corporei sgradevoli è antica. Nell'antico Egitto si usavano bagni di profumo, la depilazione e il massaggio con oli profumati e infine l'uso di allume come deodorante. L'uso dell'allume era diffuso anche nella Cina antica. Il metodo tuttavia più comune nell'antichità per combattere i cattivi odori corporei era l'uso di pesanti oli profumati.
Nel XVIII secolo si ebbero passi in avanti verso l'invenzione dei deodoranti: si scoprì che le ghiandole sudoripare producevano il sudore e si notò che i batteri erano responsabili dell'odore associato. Sapendo che la crescita batterica necessitava di umidità e calore, si cercarono composti che diminuissero l'umidità o che agissero direttamente sui batteri, inibendone la crescita. Nel XIX secolo vennero utilizzate tinture di ammoniaca, che però causavano infiammazioni cutanee.
Il primo deodorante commerciale, Mum, a base di zinco, è stato introdotto alla fine del XIX secolo a Filadelfia negli Stati Uniti. Il nome dello scopritore del Mum è sconosciuto. Il marchio, che deriverebbe dal nomignolo della balia dell'inventore, nel 1932 è stato ceduto alla ditta Bristol-Myers, per poi passare nel 2001 alla Procter & Gamble che l'ha concesso nel 2004 in licenza alla svizzera Doetsch Grether.
Il deodorante a sfera è stato invece inventato da Helen Barnett Diserens, alla fine degli anni 1940, ispirandosi alla penna a sfera. Nello stesso periodo si iniziò ad usare il cloruro di alluminio, che in forma chimicamente differente viene utilizzato tuttora. Nel 1965 vennero invece inventati i deodoranti spray, che spesso però contenevano composti innocui per l'uomo, ma con effetti negativi sull'ozonosfera, come i CFC; queste sostanze sono state bandite all'inizio del nuovo millennio.

## Sicurezza
Per tutti gli ingredienti antitraspiranti composti da sali inorganici di alluminio, come l'allume, il cloridrato di alluminio, ecc., è nota una tossicità sistemica ad alte dosi mentre non vi sono prove di una potenziale azione cancerogena, specificatamente per alcune tipologie di cancro al seno.
L'ipotesi di un legame tra l'incidenza di tumori nel quadrante superiore del seno e l'applicazione di cosmetici antitraspiranti ha sollevato una notevole controversia, sia per alcune carenze metodologiche delle prime ricerche pubblicate, sia per l'allarmismo che si è diffuso partendo da ipotesi che necessitano di ulteriori studi.
Inoltre per individuare l'eventuale nesso causale, dallo stesso gruppo di ricerca guidato da Philippa Darbre, sono state presentate altre ipotesi: la presenza di parabeni nei cosmetici, la procedura di rasatura dei peli prima dell'applicazione del cosmetico ecc..
Gli studi clinici effettuati non hanno evidenziato alcuna significativa correlazione tra uso di deodoranti o antitraspiranti e cancro della mammella.
Attualmente non c'è nessuna restrizione nell'utilizzo di sali inorganici di alluminio negli antitraspiranti europei.
Per un rischio specifico per chi soffre di malattie renali, la Food and Drug Administration statunitense ha imposto alcune avvertenze negli antitraspiranti da banco che contengono sali inorganici di alluminio.
A seguito di una proposta dell'agenzia francese per la sicurezza dei prodotti per la salute, AFSSAPS, nella UE è in discussione l'introduzione di un limite, restrizione, nelle concentrazioni massime di sali di alluminio inseribili nel cosmetico.
Anche il Comitato scientifico norvegese per la sicurezza degli alimenti, WKM, nel 2013 e l'Istituto tedesco in carico ai prodotti cosmetici, BFR, nel 2014 hanno espresso preoccupazione per la potenziale esposizione all'alluminio a causa del suo non regolamentato utilizzo cosmetico.